# 細胞間脂質
細胞間脂質（さいぼうかんししつ）は、角質細胞の間に存在する脂質。角層細胞間脂質ともいう。
人体の角層（角質・角質層）には、多数の角質細胞がレンガ状に並んでいる。その角質細胞の隙間（細胞間）を満たす脂質が、細胞間脂質である。

## 構造
細胞間脂質は「ラメラ構造」である。ラメラ構造とは、層状構造のこと。端的にいえば「サンドイッチ状」である。「脂質の層」と「水分子の層」が、交互に規則正しく並んでいる。脂質層を構成する脂質の種類はセラミド、コレステロール、脂肪酸などである。細胞間脂質の約50%は、セラミドが占めている。より正確な組成は、下記のとおりである（数値には個体ごとに微小な変動がある）。
- セラミド：50%
- 糖脂質：5%
- コレステロール：10%
- コレステロールエステル：15%
- 遊離脂肪酸：20%
- コレステロールスルファート：数%